# 卡普雪
卡普雪（法語：Captieux，法語發音：[kapsjø]）是法国吉伦特省的一个市镇，属于朗贡区。

## 地理
卡普雪（44°17'30"N, 0°15'36"W）面积119.33 平方千米，位于法国新阿基坦大区吉倫特省，该省份为法国西南部沿海省份，是法國本土面积最大的省，北起滨海夏朗德省，西临大西洋，南至朗德省，东南接洛特-加龍省，东临多爾多涅省。
与卡普雪接壤的市镇（或旧市镇、城区）包括：贝尔诺斯-博拉克、埃斯科德、吉斯科、吕克莫、布里奥-贝尔贡斯、朗库阿克、雷特容、迈拉。

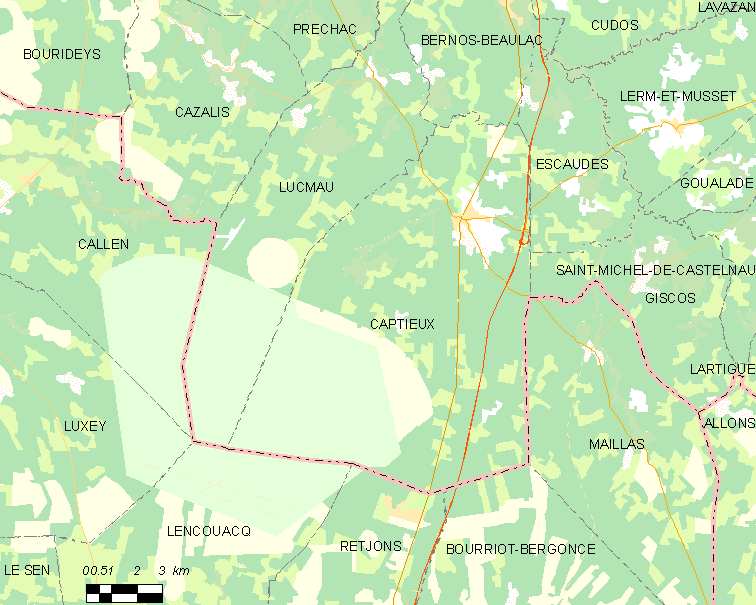
卡普雪的OSM定位图

卡普雪的时区为UTC+01:00、UTC+02:00（夏令时）。

## 行政
卡普雪的邮政编码为33840，INSEE市镇编码为33095。

## 政治
卡普雪所属的省级选区为南吉伦特县。

## 人口

1962-2008年间卡普雪人口变化图示

卡普雪于2022年1月1日时的人口数量为1382人。